# Nashville Symphony
La Nashville Symphony è nata nel 1946 ed è stata premiata dall'ASCAP nel 2011 e nel 2013.

## Direttori
| - 1946-1951 William Strickland - 1951-1959 Guy Taylor - 1959-1967 Willis Page - 1967-1975 Thor Johnson - 1976-1982 Michael Charry - 1983-2005 Kenneth Schermerhorn - 2006-2009 Leonard Slatkin - 2009-oggi Giancarlo Guerrero |

## Discografia selezionata
- Daugherty: Metropolis Symphony & Deus Ex Machina - Mary Kathryn van Osdale/Nashville Symphony Orchestra/Giancarlo Guerrero, 2009 Naxos - Grammy Award for Best Orchestral Performance 2011
- Tower: Made in America - Leonard Slatkin/Nashville Symphony Orchestra, 2007 Naxos - Grammy Award al miglior album di musica classica e Grammy Award for Best Orchestral Performance 2008